# Independentismo alsaciano

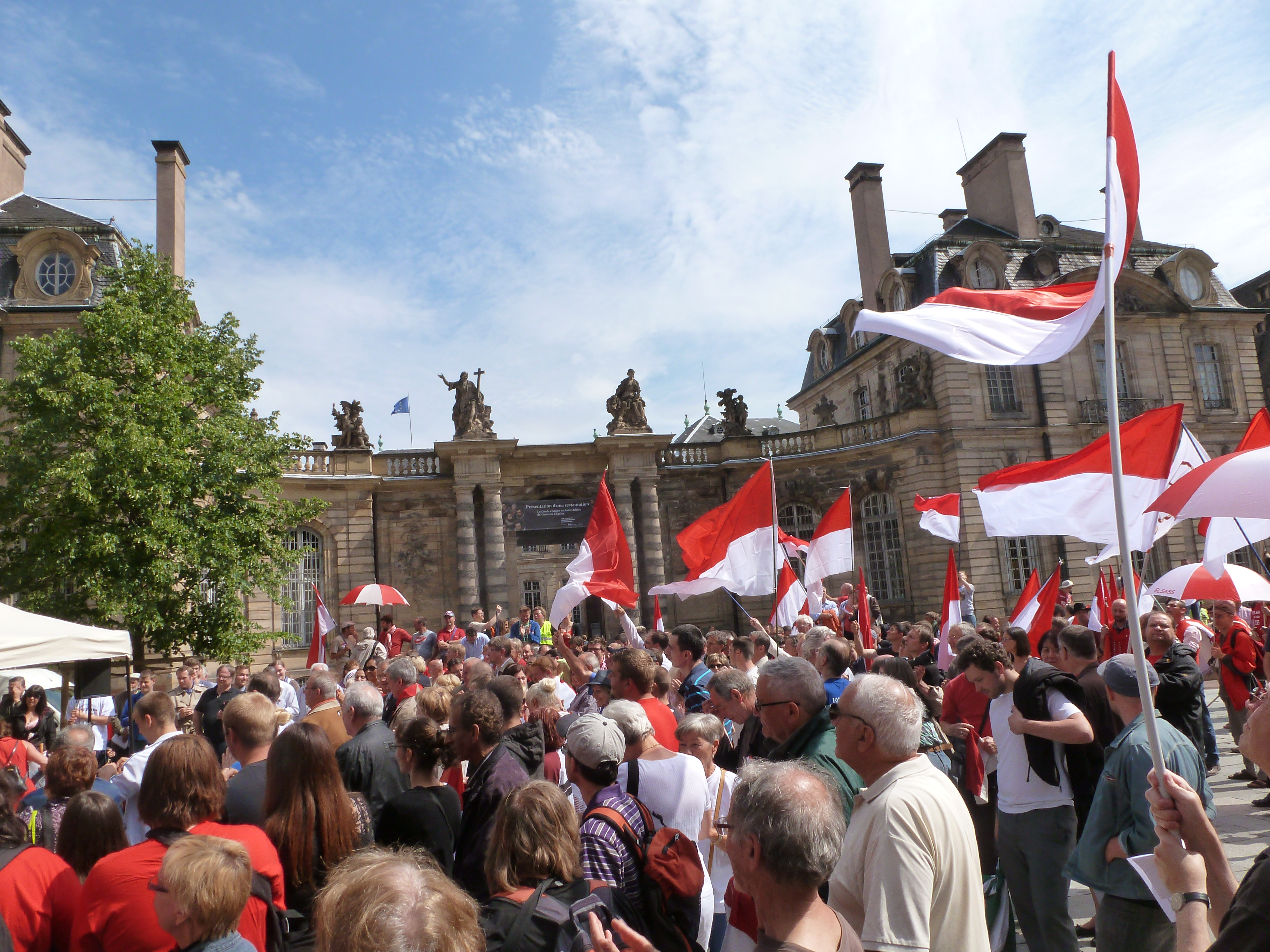
Manifestación de alsacianos contra las reformas territoriales de Francia en 2014

El independentismo alsaciano (en alsaciano:  D'Elsässischa Salbschtstandikaitbewegùng; francés: Mouvement autonomiste alsacien y en alemán: Elsässische autonome Bewegung) es un movimiento político, ideológico y cultural con características tanto regionalistas como nacionalistas, que busca desde una mayor autonomía de la región de Alsacia dentro de Francia hasta la absoluta independencia y formación de un Estado soberano alsaciano, por sectores minoritarios.
Dentro de sus propósitos se encuentran la oposición a las pretensiones territoriales, políticas y legales centralistas de Francia ("políticas jacobinas"), incluida la nueva región francesa Gran Este desde el 1 de enero de 2016, y el pangermanismo proveniente de Alemania; o ambos. En cambio, generalmente se encuentra a favor de la descentralización regional que incluye la autonomía regional política y fiscal de Alsacia, promoviendo la defensa de su cultura, historia, tradiciones y bilingüismo de la lengua alsaciana, protegido bajo la Carta Europea de las Lenguas Minoritarias o Regionales, la cual Francia firmó en 1999. Un eslogan que ha aparecido en algunas oportunidades durante las protestas del siglo XXI es "Elsass frei" ("Alsacia libre").
Durante el siglo XXI, se han producido una serie de protestas masivas en lugares públicos de Alsacia en oposición a la región francesa del Gran Este, la cual fue finalmente ratificada y entró en vigor el 1 de enero de 2016. Además, se han formado varias organizaciones y partidos políticos alsacianos para promover la causa, en particular Alsace d'abord y Nuestra tierra (Unser Land). Este últmo fue fundado en 2009 tras la fusión de los partidos Unión del Pueblo Alsaciano y Fer's Elsass.
El movimiento de mayor autonomía de Alsacia corre en parte en forma paralela al del separatismo alemánico, que se originó en la era napoleónica del Primer Imperio francés (ca. 1805-1815) y revivió brevemente después de la Primera Guerra Mundial (1919), con un rebrote después de la Segunda Guerra Mundial (1946-1952).
El 1 de enero de 2021 fue creada la Colectividad Europea de Alsacia, una colectividad territorial única con competencias específicas y particulares, circunscrita dentro de la región del Gran Este. 